# 利益配当請求権
利益配当請求権（りえきはいとうせいきゅうけん）とは、株式会社の株主が持つ権利の一つであり、企業の利益の分配である配当を受け取ることができる権利である。
日本においては、会社法105条1項1号に規定がある（「剰余金の配当を受ける権利」）。

## 概要
企業が必ず配当を出さなければならないわけではなく、利益が無い場合や、あっても内部留保を厚くしたいとの経営判断により、無配になることもある（会社法461条などを参照）。配当の有無や金額は一定の要件を充たす場合（459条など）を除き、株主総会の決議によって決定される（452条）。
また、この権利により、株式には企業の利潤の価値が付与されているとみなすことができ、株券が発行されている場合、株券は利潤証券であると考えられている。